# Maracaibo (khu tự quản)
Maracaibo là một khu tự quản thuộc bang Zulia, Venezuela. Thủ phủ của khu tự quản Maracaibo đóng tại Maracaibo. Khự tự quản Maracaibo có diện tích 478 km2, dân số theo điều tra dân số ngày 21 tháng 10 năm 2001 là 1219927 người.